# 프랭크 마셜 (영화 제작자)
프랭크 마셜(영어: Frank Marshall, 1946년 9월 13일 ~ )은 미국의 영화 제작자이다.

## 작품 목록
- 얼라이브 (감독)